# Монреаль-дель-Кампо
Монреаль-дель-Кампо (ісп. Monreal del Campo) — муніципалітет в Іспанії, у складі автономної спільноти Арагон, у провінції Теруель. Населення — 2765 осіб (2010).
Муніципалітет розташований на відстані близько 200 км на схід від Мадрида, 55 км на північний захід від міста Теруель.

## Демографія
Динаміка населення (INE ):